# Ожидаемые кредитные убытки
Ожидаемые кредитные убытки (англ. expected credit losses) — среднее взвешенное по вероятностям дефолта значение возможных кредитных убытков, введенное в МСФО 9. 

## Определение
Ожидаемые кредитные убытки — важное понятие, введенное в МСФО 9, означающее среднее взвешенное по вероятностям дефолта значение возможных кредитных убытков. В МСФО 9 вводятся также понятия ожидаемые кредитные убытки за весь срок и 12-месячные ожидаемые кредитные убытки.
ОКУ за весь срок — ОКУ, возникающие вследствие всех возможных событий дефолта в течение ожидаемого срока финансового инструмента.
12-месячные ОКУ — это часть ОКУ за весь срок, это ОКУ, возникающие из-за дефолтов по финансовому инструменту, возможных в течение 12 месяцев после отчетной даты.
Говоря математическим языком, ОКУ за весь срок — это математическое ожидание кредитных убытков (взвешенная по вероятностям сумма возможных кредитных убытков), а 12-месячные ОКУ — это 12-месячная вероятность дефолта, умноженная на условное математическое ожидание кредитных убытков, при условии, что дефолт случится в течение 12 месяцев от отчетной даты.
Под кредитным убытком понимается приведенная (дисконтированная по первоначальной эффективной процентной ставке) разница между договорными и ожидаемыми к получению денежными потоками от финансового актива (то есть приведенная стоимость недополучения денежных средств). Указанные денежные потоки включают потоки от продажи обеспечения или от других механизмов повышения кредитного качества, являющихся неотъемлемой частью договорных условий. В случае обязательств по предоставлению займов (неиспользованных кредитных линий) подразумеваются денежные потоки, возникающие в случае, когда право получения займа будет использовано.
Таким образом в МСФО 9 под кредитными убытками фактически понимаются приведенные (дисконтированные) кредитные убытки, поэтому они возникают даже в том случае, если денежные потоки сдвигаются по сроку без изменения сумм. Соответственно ожидаемые кредитные убытки являются текущими ожидаемыми кредитными убытками (CECL), то есть приведенной стоимостью ожидаемых недополучений денежных потоков.
Если по финансовому активу не имело место значительное увеличение кредитного риска и (или) он не стал кредитно-обесцененным , то по МСФО 9 резервы формируются под ожидаемые 12-месячные кредитные убытки. В противном случае резерв формируется в размере ОКУ за весь срок.
Разница между валовой балансовой стоимостью финансового актива и резервами под ОКУ составляет амортизированную стоимость финансового актива.
Модель ожидаемых кредитных убытков, введенная МСФО (IFRS)| 9, пришла на замену модели понесенных убытков по МСФО (IAS) 39

## Формализованное определение
Пусть {\displaystyle CF^{0}=(CF_{1}^{0},CF_{2}^{0},...,)} — денежный поток, оставшийся к получению от финансового актива по договорным условиям от текущего момента до конца срока договора. Тогда по определению валовая балансовая стоимость актива на этот момент равна дисконтированной по первоначальной эффективной ставке R (ЭПС на момент первоначального признания) стоимости этого денежного потока:
{\displaystyle S_{0}=PV(CF^{0},R)} .
Пусть далее {\displaystyle CF^{i}=(CF_{1}^{i},CF_{2}^{i},...,)} — оставшиеся денежные потоки от финансового актива в случае реализации i-го сценария дефолта, который возможен с вероятностью {\displaystyle p_{i}}. Тогда по определению кредитный убыток для i-го сценария равен дисконтированной стоимости разности денежных потоков
{\displaystyle CL_{i}=PV(CF^{0}-CF^{i},R)=PV(CF^{0},R)-PV(CF^{i},R)=S_{0}-PV(CF^{i},R)}
а ожидаемые кредитные убытки на весь срок договора равны
{\displaystyle ECL=\sum _{i}p_{i}CL_{i}=\sum _{i}p_{i}PV(CF^{0}-CF^{i},R)=S_{0}-\sum _{i}p_{i}PV(CF^{i},R)=S_{0}-E(PV(CF,R))}
12-месячные ОКУ равны
{\displaystyle ECL_{12}=\sum _{t_{i}<=12}p_{i}CL_{i}\sum _{t_{i}<=12}p_{i}*S_{0}-\sum _{t_{i}<=12}p_{i}PV(CF^{i},R)=PD12*(S_{0}-E(PV(CF,R)|_{t_{def}<=12}))}

## Ожидаемые кредитные убытки в рамках модели с постоянной интенсивностью дефолта
Модель постоянной интенсивности дефолта приводит к постоянной вероятности дефолта в единицу времени p.
Если исходить из допущения, что при дефолте теряется все оставшиеся после даты дефолта денежные потоки, то можно показать, что в этом случае ОКУ за весь срок (без учёта механизмов повышения кредитного качества) равны
{\displaystyle ECL=PV(CF^{0},R)-PV(CF^{0},R^{*})=S_{0}-PV(CF^{0},R^{*})}
где {\displaystyle R^{*}=(R+p)/(1-p)} — скорректированная на риск дефолта ставка дисконтирования
12-месячные ОКУ в этом случае будут равны:
{\displaystyle ECL12=PD12*(PV-PV12)+(PV12-EPV12)=}
где PV12 — приведенная по первоначальной ЭПС стоимость денежных потоков, предполагаемых по договору в течение 12 месяцев от отчетной даты, EPV12 — аналогичная величина, но приведенная по скорректированной на риск дефолта ставке дисконтирования.
Величина PV-PV12 — это часть текущей амортизированной стоимости инструмента, которая связана с денежными потоками после 12 месяцев от отчетной даты. При дефолте в течение этого срока эта сумма будет потеряна целиком с вероятностью PD12. Второе слагаемое PV12-EPV12 — это ожидаемые убытки, если бы денежные потоки инструмента были бы только в течение 12 месяцев от отчетной даты.